# Rio Reiser Songpreis

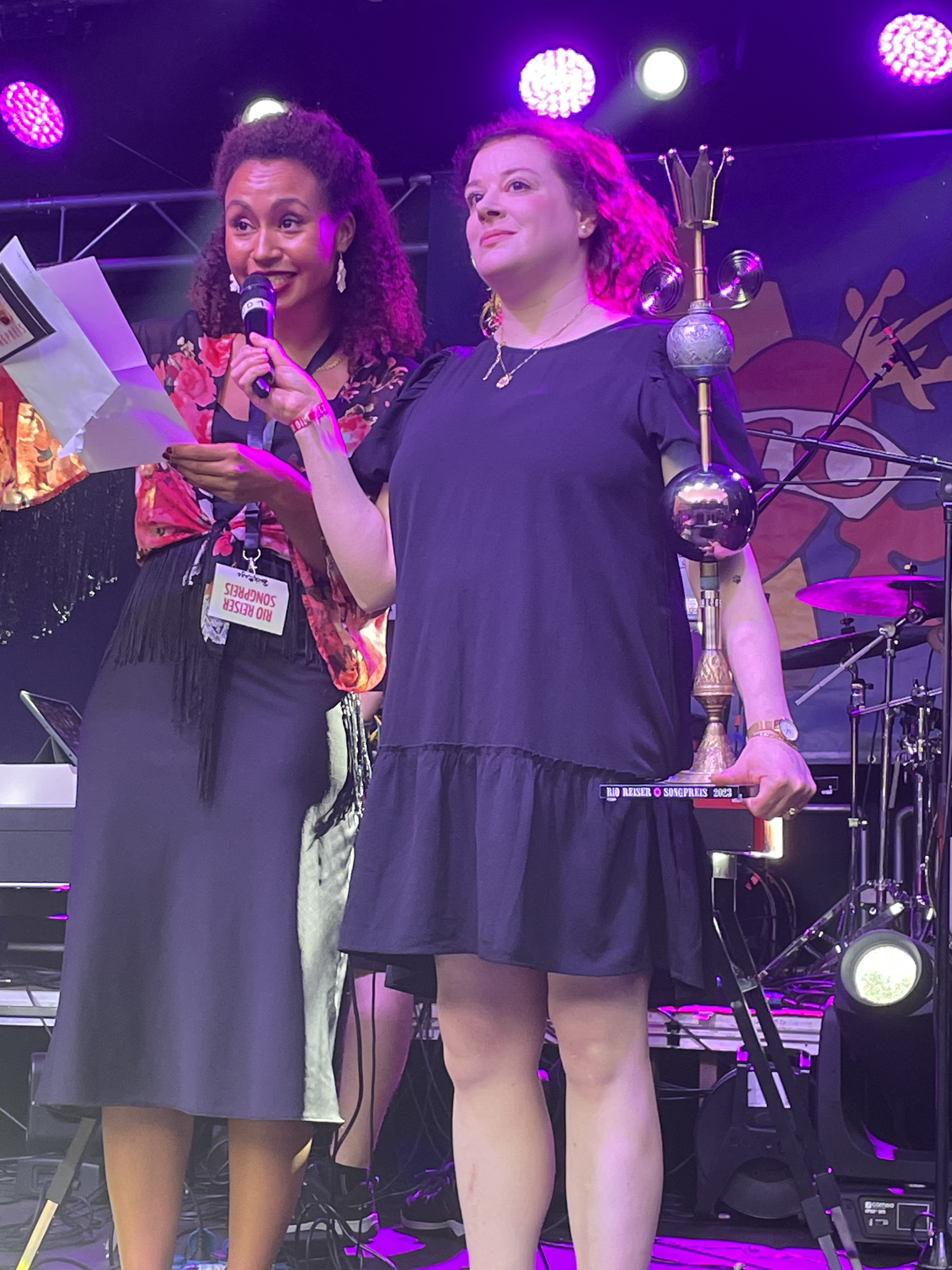
Moderatorin Joyce Nuhill mit der Organisatorin Cäcilie Möbius bei der Verleihung des Rio Reiser Songpreises 2023

Der Rio Reiser Songpreis ist ein nach Rio Reiser benannter deutscher Musikpreis, der seit 1998 jährlich an Musiker vergeben wird. Teilnehmer und Preisträger sind Bands mit selbst geschriebenen deutschsprachigen Songs. Der Preisträger wird von einer Fachjury ermittelt.

## Geschichte des Preises
Nach Rio Reisers Tod 1996 hatten seine Weggefährten den Rio-Reiser-Haus e. V. gegründet. 1997 beschloss der Verein die Auslobung des Rio Reiser Songpreises. Auf ihren Tourneen im deutschsprachigen Raum hatten Rio Reiser und seine Band Ton Steine Scherben immer wieder junge, begabte Rockmusiker getroffen, die sich darum bemühten, mit ihren poetischen oder politischen Liedern Aufmerksamkeit zu finden.
Der Rio Reiser Preis, der solchen unbekannten songschreibenden Musikern, Sängerinnen und Sängern eine Hervorhebung ihrer Leistungen verschaffen sollte, wurde zum ersten Mal im August 1998 im Berliner Tempodrom vergeben. Preisträger war die Band ohne Namen, die damals noch Die Allianz hieß. Wurde das Preisgeld damals noch durch Einnahmen der Künstler aus dem Konzert Abschied von Rio bereitgestellt, war 2000 auch die Bundeszentrale für politische Bildung beteiligt, die über die finanzielle Hilfe hinaus auch dafür sorgte, dass die Auslobung des Preises bundesweit in Schulen und Jugendmusikschulen bekannt gemacht wurde.
2001 erhielt die Band Die Elenden auf dem Gut Fresenhagen den Preis. 2003 wurde der Preis an drei Gewinner verteilt: Werner Betge, PNX und Juli. Ab 2006, dem Jahr mit der Preisträgerin Johanna Zeul, fand das Festival auf dem Gut in der Veranstaltungshalle Winnetous Garage statt.
Seit 2012 ist der Veranstaltungsort die Lindenbrauerei am Rio-Reiser-Weg in Unna. Der Preis wird dort alljährlich beim Rio Reiser Fest verliehen. Einer der ersten Preisträger in Unna war 2016 die Band Norbert Buchmacher. Von der Lindenbrauerei werden zusätzlich Regionalpreise ausgelobt. Zu den Preisträgern zählten die Bands Max im Parkhaus (2014), Kaiser Franz (2016) und MINA (2018).

## Songpreis 2021
Während der Corona-Pandemie wurde der Preis 2020 nicht vergeben. Die Bewerbungen aus dem Vorjahr behielten 2021 ihre Gültigkeit. Preisträger waren die Bands Die Bungalow Gang (1. Platz), Florian Paul und die Kapelle der letzten Hoffnung und Rosa Hoelger. In der Jury des Rio Reiser Songpreises waren 2001 unter anderem Stefan Jürgens, Jan Delay, die Band Juli, die Sängerinnen Balbina und Die Nowak, Kulturmanagerin Katja Lucker und die Ton-Steine-Scherben-Musiker Kai Sichtermann und Funky K. Götzner. 2021 war das gesamte Preisgeld für die Gewinner mit 5.000 Euro dotiert. Auf dem Fest trat unter anderem Jan Plewka mit seiner Band Selig auf.

## Songpreis 2023

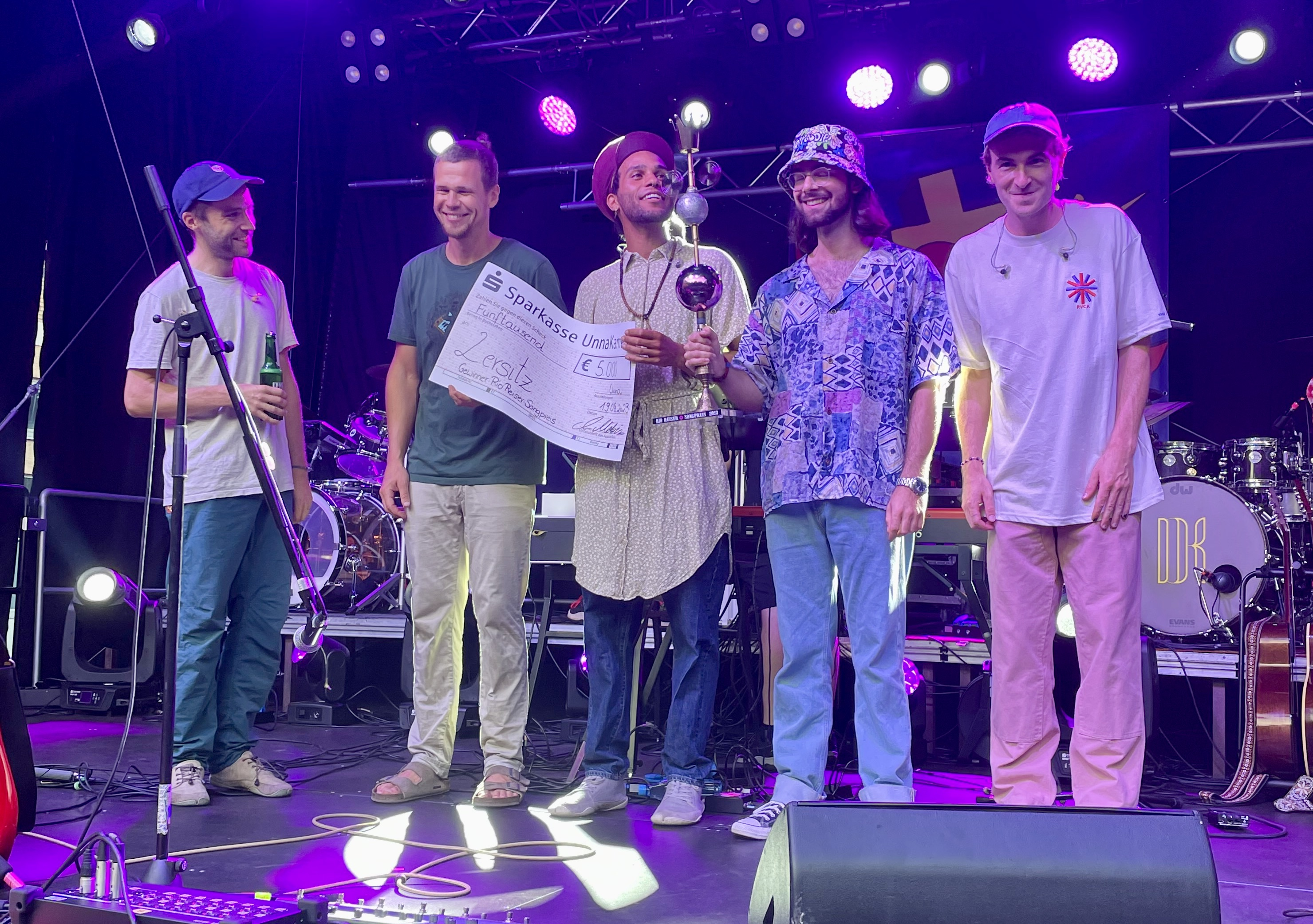
2ersitz, Gewinner des Rio Reiser Songpreises 2023, mit der Siegertrophäe

Aus den 30 Nominierten der Shortlist 2023 waren die drei Finalisten 2ersitz, Benjakob und Krause und Konsorten. Der Songpreis fand am 19. August 2023 unter der Schirmherrschaft von Staatsministerin für Kultur und Medien, Claudia Roth statt. Es gewann 2ersitz mit dem Song "Irgendwo im Nirgendwo". Als Headlinerin konnte die Sängerin und Songwriterin Julia Kautz gewonnen werden, die zuvor mit ihrem Lied Wieder Engel zu den Finalisten des Songpreises 2021 gehörte.

## Trophäe
War in Fresenhagen neben dem Preisgeld ein Leuchtturm die Preistrophäe, wurde ab 2014 eine Plastik aus einem Unnaer Atelier der neue Pokal. Das Aussehen der Trophäe ändert sich jährlich, so dass zu dem Preisgeld ein Unikat vergeben wird.

## Preisträger (Auswahl)
- 1998: Band ohne Namen (unter dem Namen Die Allianz)
- 2001: Die Elenden
- 2003: Juli, Werner Betge, PNX
- 2006: Johanna Zeul
- 2014: Kraus
- 2016: Norbert Buchmacher
- 2018: Die Nowak
- 2021: Die Bungalow Gang
- 2023: 2ersitz